# Estação São Benedito
A Estação São Benedito é uma estação de metrô integrante da Linha 1 - Vermelha (Linha Sul) do Metrô de Fortaleza, operada pela Companhia Cearense de Transportes Metropolitanos (Metrofor). Localiza-se na Avenida Tristão Gonçalves, nº 1174, no centro de Fortaleza, capital do Estado do Ceará, Brasil.
Em seu entorno estão localizados importantes equipamentos públicos e privados, como a Paróquia São Benedito, que dá nome a estação, a Praça Clóvis Beviláqua, a Faculdade de Direito da Universidade Federal do Ceará (UFC), o Centro Cultural Casa do Barão de Camocim, a Vila das Artes, e o Fórum trabalhista Autran Nunes.
De acordo com dados da Companhia Cearense de Transportes Metropolitanos, a estação registrou 604.277 passageiros em 2023, o que representa uma média mensal de aproximadamente 50.356 usuários.

## Histórico

### Projeto e construção
O projeto da estação foi concebido em 1998, juntamente com o projeto de construção da primeira linha de metrô da capital. Em dezembro do mesmo ano foi assinada a ordem de serviço para a construção da nova linha, sendo somente em agosto de 1999 iniciada as obras no trecho subterrâneo onde se insere a estação São Benedito.
A obra enfrentou diversos problemas, como paralisações e falta de recursos. A primeira suspensão ocorreu ainda em setembro de 2002 pelo contingenciamento de recursos do governo federal, retornando somente em março de 2004. Uma nova redução no ritmo das obras ocorre 2005, e o governo federal libera R$ 22 milhões dos R$ 61,5 milhões previstos para a construção. Em 2007 o Governo federal lança o PAC (Programa de Aceleração do Crescimento) e viabiliza recursos para a Linha Sul.
Devido a problemas com a alocação de um centro popular de compras, administrado pela prefeitura de Fortaleza, onde seria construída a estação seguinte, José de Alencar, os trabalhos no trecho subterrâneo se concentraram entre as estações São Benedito e Benfica até meados de 2010, quando o trecho entre São Benedito e Central-Chico da Silva enfim ganhou fôlego com a demolição do antigo Beco da Poeira.

### Inauguração e operação
A estação foi enfim inaugurada no dia 24 de setembro de 2012, pouco mais de três meses após a inauguração oficial da Linha Sul, com a presença do então governador do Estado, em exercício, Domingos Filho, acompanhado do ex-secretário da infraestrutura do Estado, Adail Fontenele, e do ex-presidente do Metrofor, Rômulo Fortes, além de titulares de outras secretarias e diretores.
Com a inauguração, São Benedito passou a ser a primeira estação subterrânea inaugurada no centro de Fortaleza, levando o metrô a um região de intenso movimento e importância comercial.
No dia 1 de outubro de 2014 se deu inicio a fase comercial em toda Linha Sul, mais de dois anos depois de sua inauguração. No inicio o usuário adquiria um bilhete de papel, e depois a inseria em uma urna para se ter acesso a plataforma. O processo foi depois substituído com a instalação de bloqueios eletrônicos em todas as estações, permitindo a utilização de bilhetes eletrônicos e cartões magnéticos recarregáveis, em três modalidades: unitário, múltiplo ou pré-pago e estudantil.

## Características

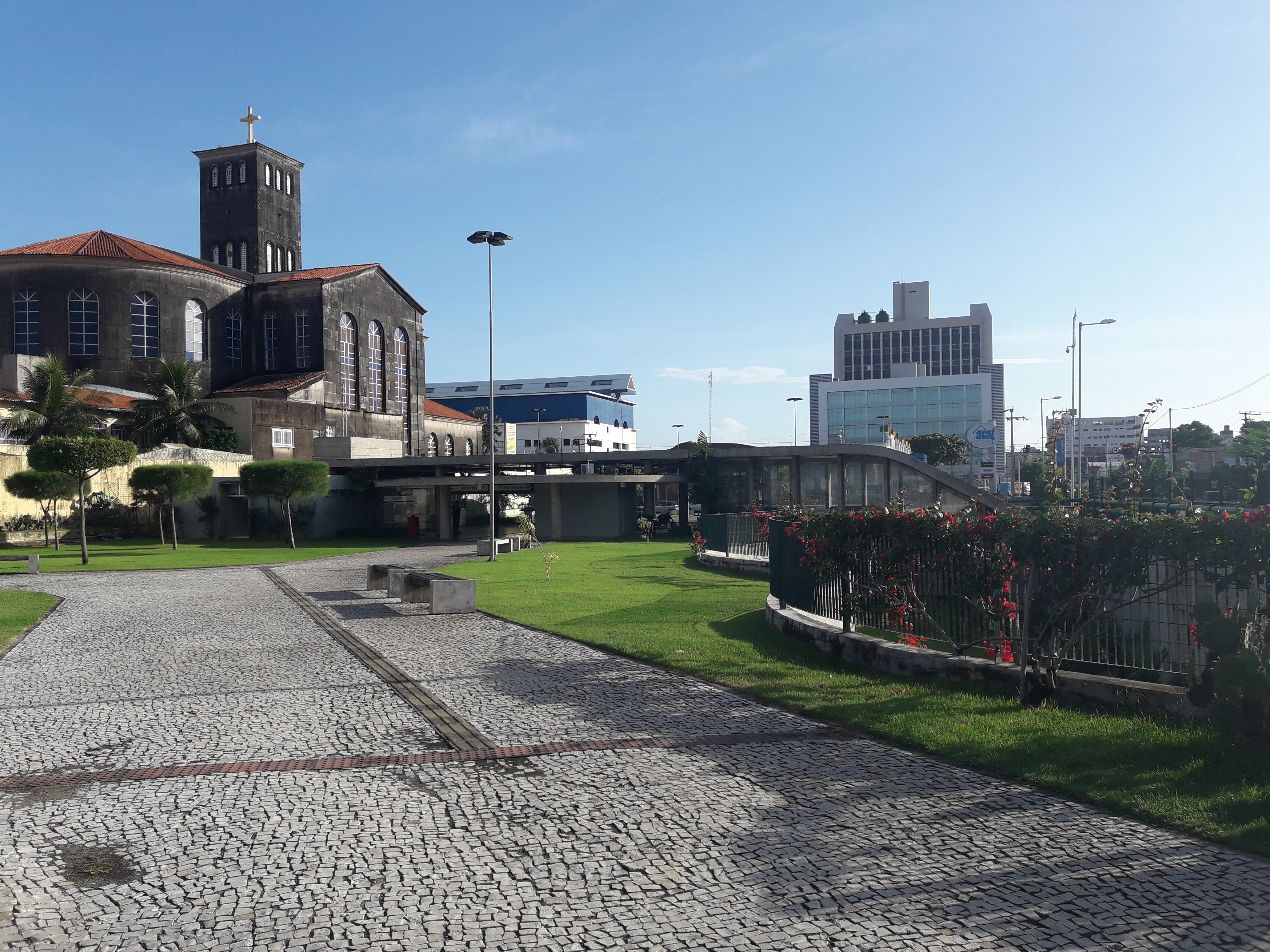
Área externa da estação São Benedito.

Com projeto arquitetônico de Luiz Carlos Esteves (1998), a estação São Benedito é uma estação subterrânea, com plataforma central e estruturas em concreto aparente, dividida em três níveis. O setor administrativo e as duas bilheterias ficam no primeiro. No intermediário, há um mezanino e, no último nível, ficam as salas técnicas, a plataforma e o acesso aos equipamentos de exaustão.
A estação conta com quatro escadas fixas, quatro rolantes e dois elevadores. Seu interior conta também com mapas de localização, sistemas de sonorização, telas de LED na plataforma que mostram os horários dos trens e informações de utilidade publica. Em seu exterior foi construída uma praça, atravessada pelos usuários que desejam ter acesso a estação.

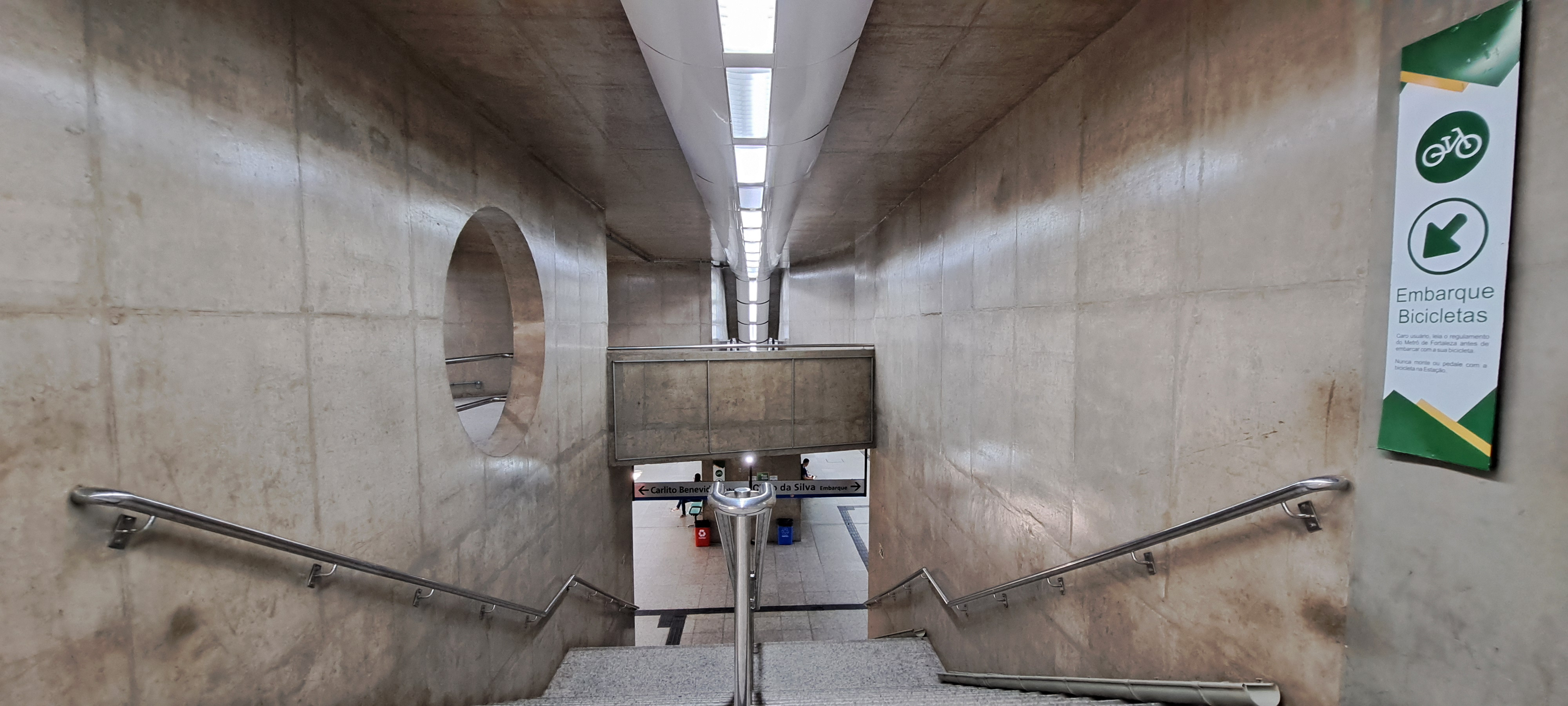
Escada de acesso a plataforma.

São Benedito pode ser acessada por meio das ruas Clariano de Queiroz e Meton de Alencar, ambas levam o usuário ao nível das bilheterias e dos bloqueios localizadas ao mesmo nível da superfície. Após passar pelos bloqueios o usuário se dirige ao mezanino da estação que pode ser acessado por meio de elevador, escada tradicional ou rolante, nessa área se localização os quiosques e maquinas de venda. Em seguida, o passageiro desce mais um nível para ter então acesso a plataforma de embarque e desembarque da estação.
A estação dispõe de elevadores, piso tátil, mapa tátil e avisos sonoros que garantem acesso e boa utilização do Metrô de Fortaleza a todos os cidadãos, incluindo aqueles que possuem alguma deficiência ou estão com mobilidade reduzida por qualquer razão. Além disso, as equipes presentes na estação, compostas por agentes de estação e vigilantes, recebem treinamento especializado para ajudar no embarque e desembarque desses passageiros, e estão sempre atentos para oferecer ajuda a quem necessitar. É também garantido gratuidade às pessoas com deficiência que estejam dentro dos critérios legais para usufruir deste benefício. Para isso, é necessário apresentar, na estação, o Cartão Gratuidade Pessoa com Deficiência, emitido pela Empresa de Transporte Urbano de Fortaleza (Etufor).